# Дия (спутник)
Ди́я (J LIII Dia) — нерегулярный спутник Юпитера, относящийся к группе Гималии.

## Открытие
Был обнаружен 5 декабря 2000 года астрономами из Гавайского университета Скоттом Шеппардом, Дэвидом Джуиттом, Янгой Фернандесом и Юджином Магнайером.
Впоследствии спутник был потерян. По одной из версий, он врезался в Гималию и создал слабое кольцо вокруг Юпитера. Поэтому S/2000 J 11 более не рассматривался как кандидат в спутники Юпитера.
Однако в 2012 году С. Шеппард, М. Брозович и Р. Джейкобсон вновь обнаружили спутник на снимках, сделанных в обсерватории Лас-Кампанас в 2010 и 2011 годах.

## Название
После открытия спутник получил предварительное обозначение S/2000 J 11. 7 марта 2015 года получил номер J LIII и имя Дия (др.-греч. Δία) в честь жены Иксиона, которая была любовницей Зевса.

## Орбита
S/2000 J 11 совершает полный оборот вокруг Юпитера на расстоянии в среднем 12 297 000 км за 278 дней. Орбита имеет эксцентриситет 0,23. Наклон орбиты к локальной плоскости Лапласа составляет 28,6°.

## Физические характеристики
Диаметр S/2000 J 11 составляет около 4 км. Плотность оценивается 2,6 г/см³, так как спутник состоит предположительно из преимущественно силикатных пород. Очень тёмная поверхность имеет альбедо 0,04. Звёздная величина равна 22,4m.